# 寒河江警察署
寒河江警察署（さがえけいさつしょ）は、山形県警察が管轄する警察署の一つである。

## 管轄区域
- 寒河江市
- 西村山郡 朝日町、大江町、河北町、西川町

## 所在地
- 山形県寒河江市大字西根字上川原228-1

## 沿革
- 1887年（明治20年）：開署
- 1947年（昭和22年）：警察法の施行で、寒河江、谷地、左沢、宮宿の各町に自治体警察、町以外の村には国家地方警察寒河江地区警察署が設置された
- 1954年（昭和29年）7月：警察法の改正で山形県警察寒河江警察署及び左沢警察署となる
- 1959年（昭和34年）8月：左沢警察署から大江警察署に名称変更
- 1972年（昭和47年）10月：大江警察署が本署に統合となる
- 2006年（平成18年）4月1日：西川交番・朝日町交番を廃止し、西川駐在所・朝日町駐在所を設置[1]
- 2019年（平成31年）4月1日：大谷駐在所を朝日町駐在所と統合。

## 交番

### 寒河江市
- 駅前交番（元町から移転） - 寒河江市本町1丁目7-12

### 大江町
- 大江交番（旧大江警察署、かつては幹部交番） - 西村山郡大江町大字左沢1704-1

### 河北町
- 河北交番 - 西村山郡河北町谷地中央4丁目4-11

## 駐在所

### 寒河江市
- 柴橋駐在所 - 寒河江市大字柴橋1975-1
- 慈恩寺駐在所 - 寒河江市大字慈恩寺字醍醐1196-1

### 朝日町
- 朝日町駐在所（以前は交番だった） - 西村山郡朝日町大字宮宿字中郷2373
- 常盤駐在所 - 西村山郡朝日町大字常盤字前田に723-3

### 大江町
- 貫見駐在所 - 西村山郡大江町大字貫見字大袋282-4

### 西川町
- 西川駐在所（以前は交番だった） - 西村山郡西川町大字海味477-4
- 水沢駐在所 - 西村山郡西川町大字水沢548-1

### かつて存在していた駐在所
- 大谷駐在所（朝日町駐在所に統合）
- 溝延駐在所（河北交番に統合）
- 日和田駐在所（慈恩寺駐在所に統合）
- 高松駐在所（慈恩寺駐在所に統合）
- 白岩駐在所（慈恩寺駐在所に統合）

## 活断層
2016年（平成28年）4月28日、山形県は県内にある活断層の両側50メートルの範囲に、県有施設が6施設あると発表した。その後5月9日に施設名を公表し、寒河江警察署も山形盆地断層帯の50メートル以内に立地しているとした。県によると、活断層がずれた場合に断層面が地表に表れ地表にも変位が生じるが、建物自体の耐震性はあるという。今後、断層のない場所に移転する予定としているが時期は未定である。